# Himalajasittich
Der Himalajasittich (Psittacula himalayana), auch Schwarzkopfsittich  oder Schwarzkopfedelsittich genannt, ist eine vom Osten Afghanistans über Nord–Indien bis nach Nepal verbreitete Papageienart aus der Gattung der Edelsittiche (Psittacula).

## Etymologie
Der Name Himalajasittich stammt vom schwarzen Kopf des Tieres ab. Anfänglich wurde das Tier auch Himalayasittich genannt. Im deutschen Sprachraum wird das Tier umgangssprachlich auch Schwarzkopfedelsittich genannt, um Verwechslungen zu vermeiden sowie zwischen Züchtern Unterscheidungen zu Arten wie dem Pflaumenkopfsittich oder Arten aus der Gattung der Plattschweifsittiche zu ermöglichen. Die IG Edelsittiche der Vereinigung für Artenschutz, Vogelhaltung und Vogelzucht (AZ) hat, um Verwirrungen zu vermeiden, die klare Trennung zwischen dem Schwarzkopfsittich – welcher ebenfalls in Züchterkreisen als Himalajasittich bezeichnet wird – und dem Namen „Himalajasittich“ empfohlen.

## Verbreitung und Ernährung
Das Verbreitungsgebiet des Himalajasittichs reicht vom Osten Afghanistans über Nord-Indien bis nach Nepal. In diesem Gebiet bewohnt er die Wälder und Felder des indischen Subkontinents, man findet ihn in einer Höhe bis zu 1500 Metern. Himalajasittiche ernähren sich von den Früchten des ostasiatischen Kampferbaum, Fruchtbeständen der Hornsträucher, der Pflanzengattung der Schneebälle (Viburnum) und Sämereien von Gerber-Sumach, asiatischen Kapokbäumen oder den Schoten von Dalbergien. An manchen Orten überfallen Himalajasittiche auch Walnuss-, Apfel- und Birnenplantagen sowie Maisfelder, weshalb sie in einigen Regionen als Feldschädling angesehen werden.

## Merkmale
Der Himalajasittich wird oft mit dem sehr ähnlichen Pflaumenkopfsittich verwechselt, welcher sich nur durch die Färbung am Kopf unterscheidet. Der Himalajasittich erreicht eine Größe von 33–37 cm, wovon etwa 20–25 cm die Schwanzfedern messen. Die Hennen sind zirka 5 cm kleiner. Das Gewicht der Sittiche beträgt ca. 60 g. Die Hähne haben einen schwarzen Kopf, welchem die Trennung zum grünen Gefieder durch das Halsband fast völlig fehlt. Außerdem haben sie einen roten Schulterfleck. Die Hennen unterscheiden sich in der Gefiederfärbung durch einen grauen Kopf mit Tönungen ins Schwarze mit einer klaren sichtbaren Trennung durch ein schwarzes Halsband. Das Halsband neigt bei ihnen zu einer bläulichen Krause. Der rote Schulterfleck fehlt bei ihnen ganz. Der Oberschnabel ist bei beiden Geschlechtern rot-orange und der Unterschnabel orange.

## Fortpflanzung
Die Brutzeit der Himalajasittiche beginnt Ende April und dauert bis Juni an. Während dieser Zeit ist das Weibchen besonders dominant. Sie sind Höhlenbrüter, in die Nester werden 3–6 Eier gelegt und nach ca. 7 Wochen, nachdem das zweite Ei gelegt worden ist, schlüpfen die Jungtiere. Die Jungtiere verbringen nach dem Schlupf noch zirka zwei Monate im Nest. Die Henne schläft noch etwa 3 Wochen lang mit den Küken im Nistkasten. Wenn die Küken das Nest verlassen, verlieren sie viel Gewicht, weil sie einige Tage gar nicht oder nur sehr wenig fressen. Das dient dazu, beim ersten Flug möglichst leicht zu sein, nach dem ersten Flug werden die Jungen noch einige Zeit von den Eltern und fast allen anderen Altvögeln des Schwarms gefüttert. Die Altvögel ohne Jungen fungieren dabei als Paten für die Jungvögel des anderen Geschlechts.